# Żeleznik
Żeleznik (bułg. Железник) – wieś w Bułgarii, w obwodzie Burgas, w gminie Karnobat. W 2023 roku liczyła 55 mieszkańców.